# Сабадашківський (заказник)
Сабадашківський — гідрологічний заказник місцевого значення в  Жашківському районі Черкаської області.

## Опис
Як об'єкт природно-заповідного фонду створено рішенням Черкаської обласної ради від 10.11.2006 р. № 5-9/У. Землекористувач або землевласник, у віданні якого знаходиться заповідний об'єкт — Сабадаська сільська рада. 
Заказник розташовано в долині з широкою заплавою, для якої характерні лучно-болотні і торфово–болотні ґрунти. Зростають види рідкісних та лікарських рослин — глечики жовті, рогіз широколистий, мітлиця повзуча, конюшина повзуча. Виявлено місця оселення і гніздування лебедя–шипуна, чаплі сірої, гуски сірої, крижня.